# 안드레아 로스 (1993년)
안드레아 로스(Andrea Ros, 1993년 5월 3일 ~ )는 스페인의 배우이다.